# 100円玉ビジネス
100円玉ビジネス（ひゃくえんだまビジネス）とは、狭義では、百円硬貨しか対応していない古くからある機種の機械を用いているビジネス（商売）。抜本的にシステムを変更しない限り10円単位の調整はできないため、消費税アップへの対応など直接の単純値上げという形が難しいことが指摘されている。なお、広義では、機械を用いない100円回転寿司などを含める場合もある。

## 業種の例
- コインランドリー[2]
- コインロッカー[2]
- コインパーキング[2]
- バッティングセンター[3]
- ゲームセンター[3][4]
- ガシャポン[5]
- ある種の自動販売機[注 2]

ゲームセンターではインベーダーゲームのブーム時から、ゲームオーバーになった場合、100円玉を追加してコンティニューするスタイルが続いてきた。2014年4月1日からの消費税増税（5%→8%）に対して、クレーンゲームでは景品の数や質を落とさざるを得ないというゲームセンターの声も現れた。
ガシャポンには100円玉と10円玉を入れるタイプのものもあるが、その機種に入れ替える予算がないという業者の声もある。
自動販売機にはお守りを扱うものもある。お守り・お札は宗教活動への「寄付」と見なされるため、消費税が上がっても消費者側には課税されない。寺社等が業者からお守りを仕入れるシステムであることも多いが、その取引時には消費税課税が発生する。つまり、価格を据え置きする場合は、寺社等の授与する側がその上昇分を負担することになる。
産経新聞は、2001年9月に朝刊を110円から100円に値下げして「ワンコイン」をアピールしたが、2014年4月1日より110円に値上げした。

## 参考画像

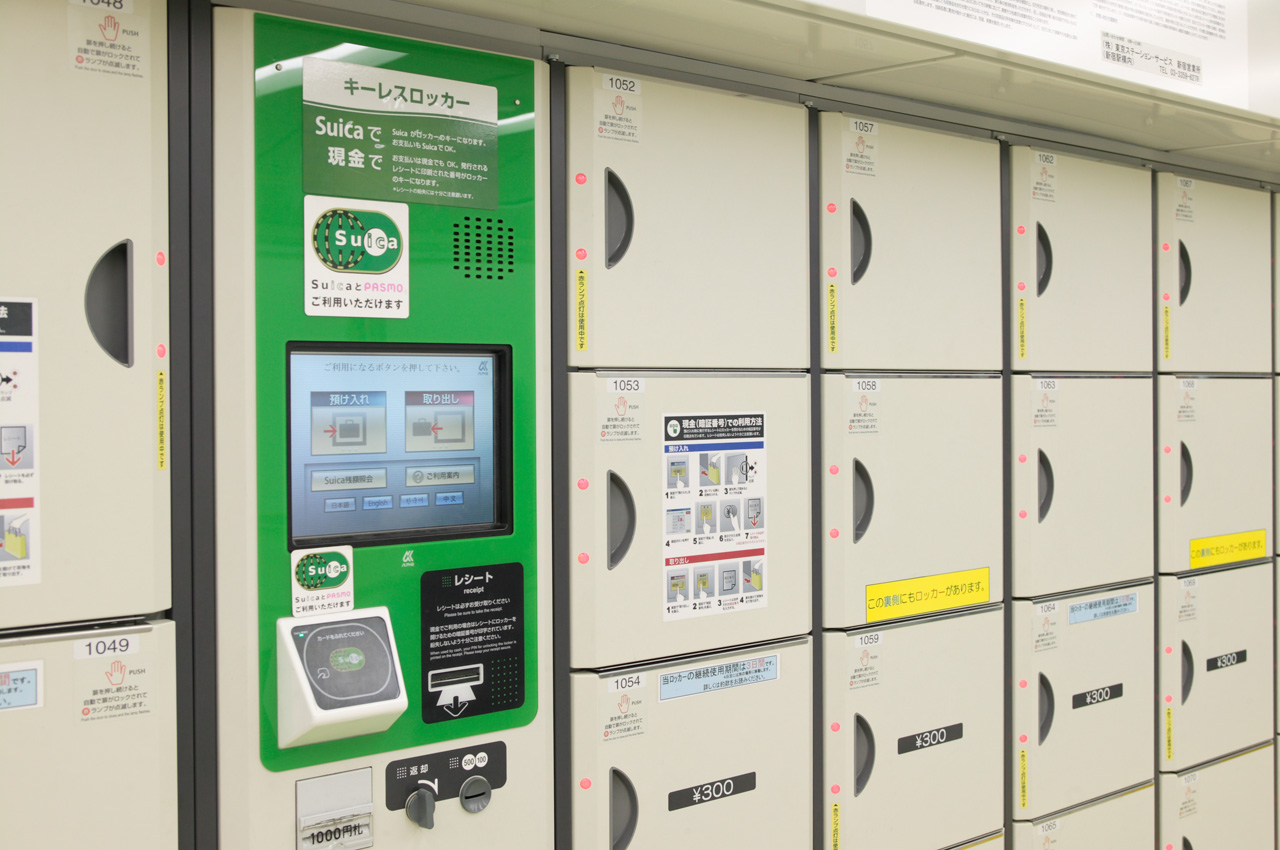
現金以外に電子マネーカードにも対応のキーレスロッカー
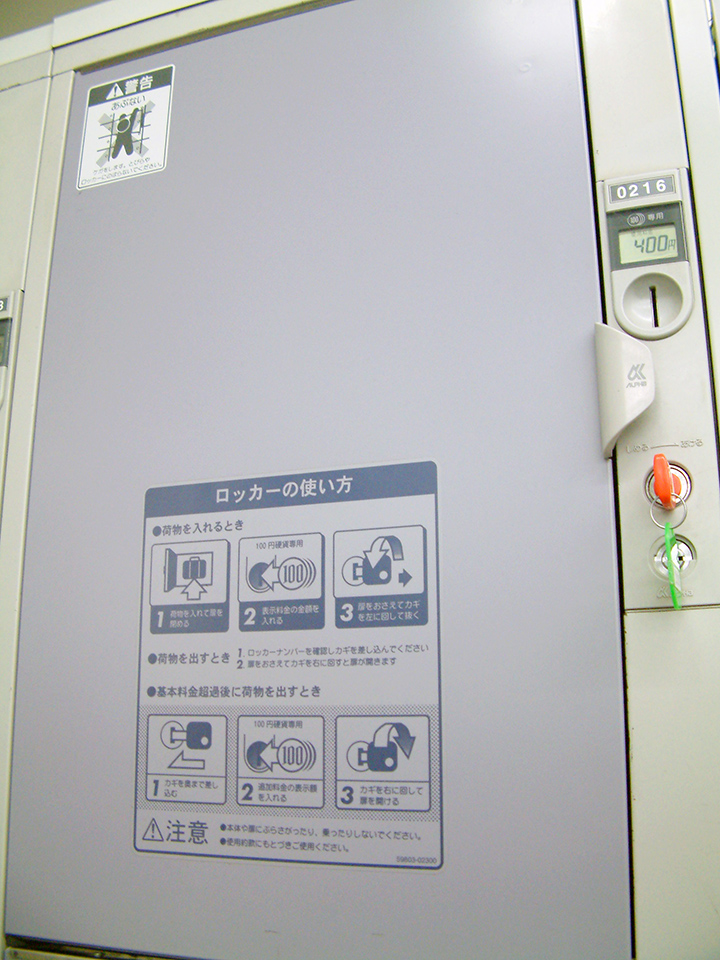
100円硬貨専用のコインロッカー
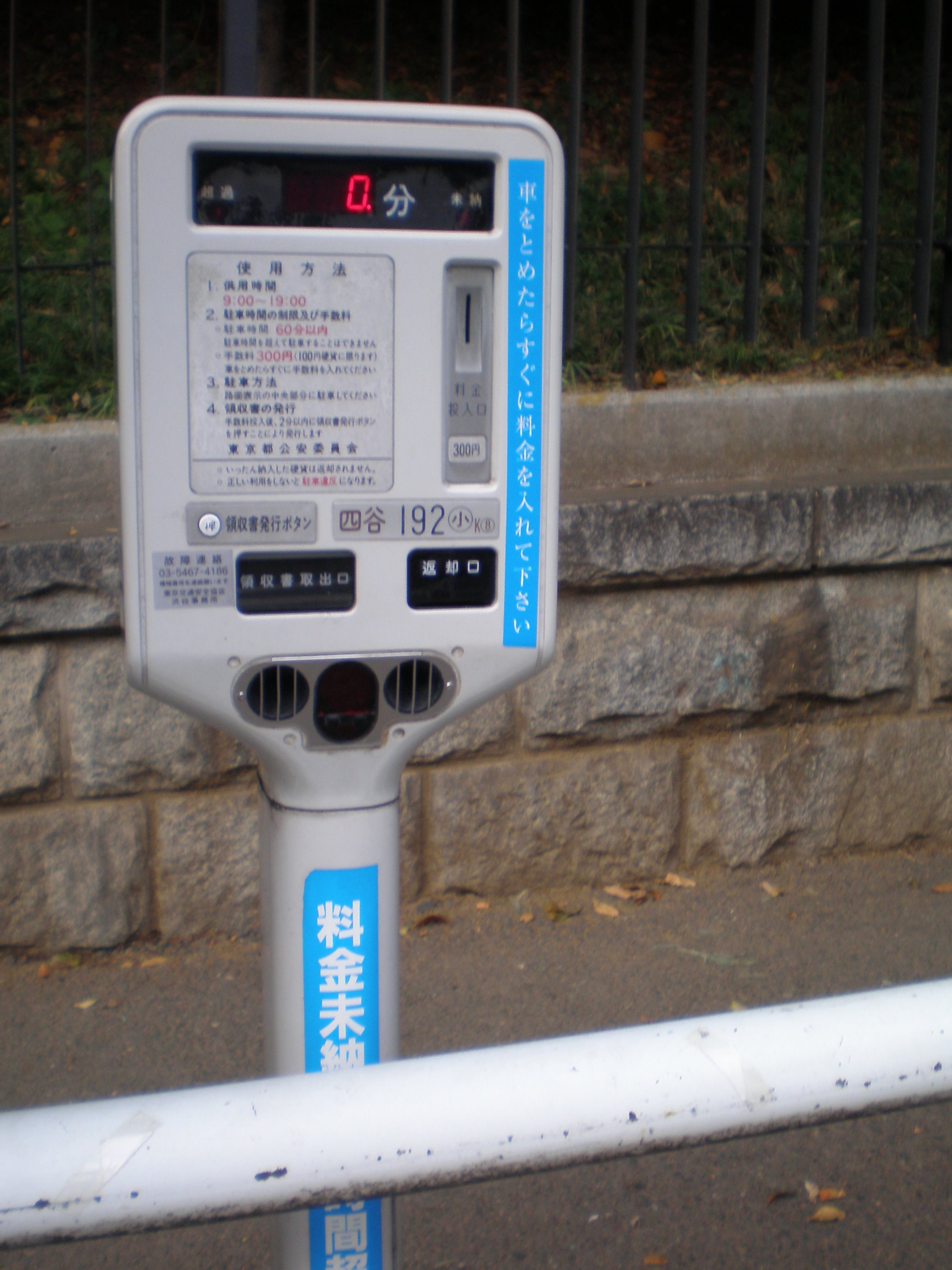
同、小型パーキングメーター
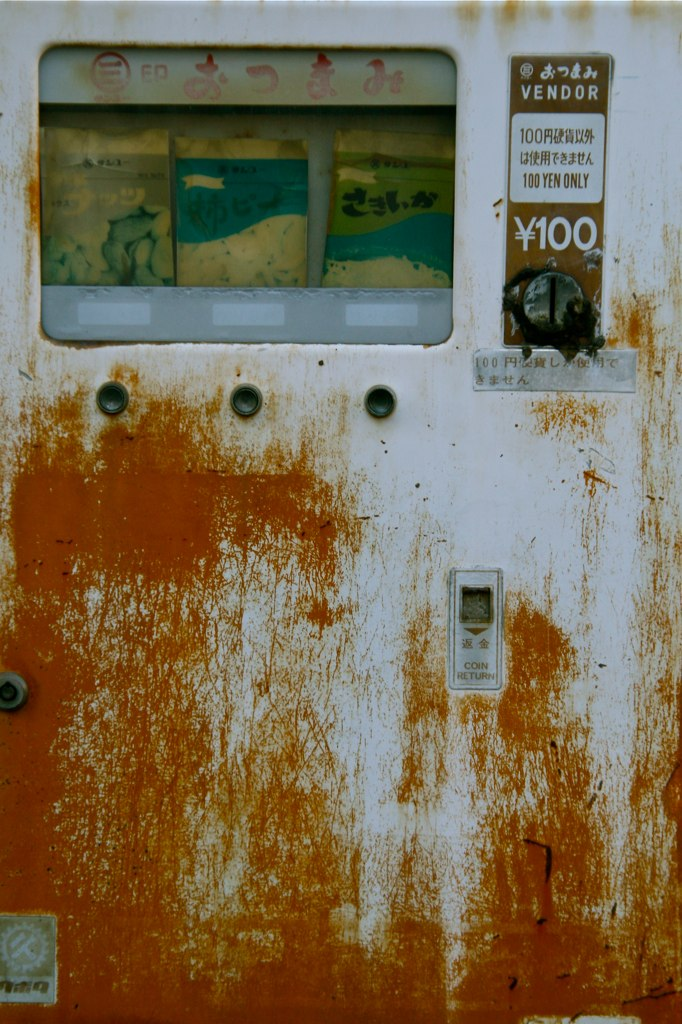
同、おつまみ自販機
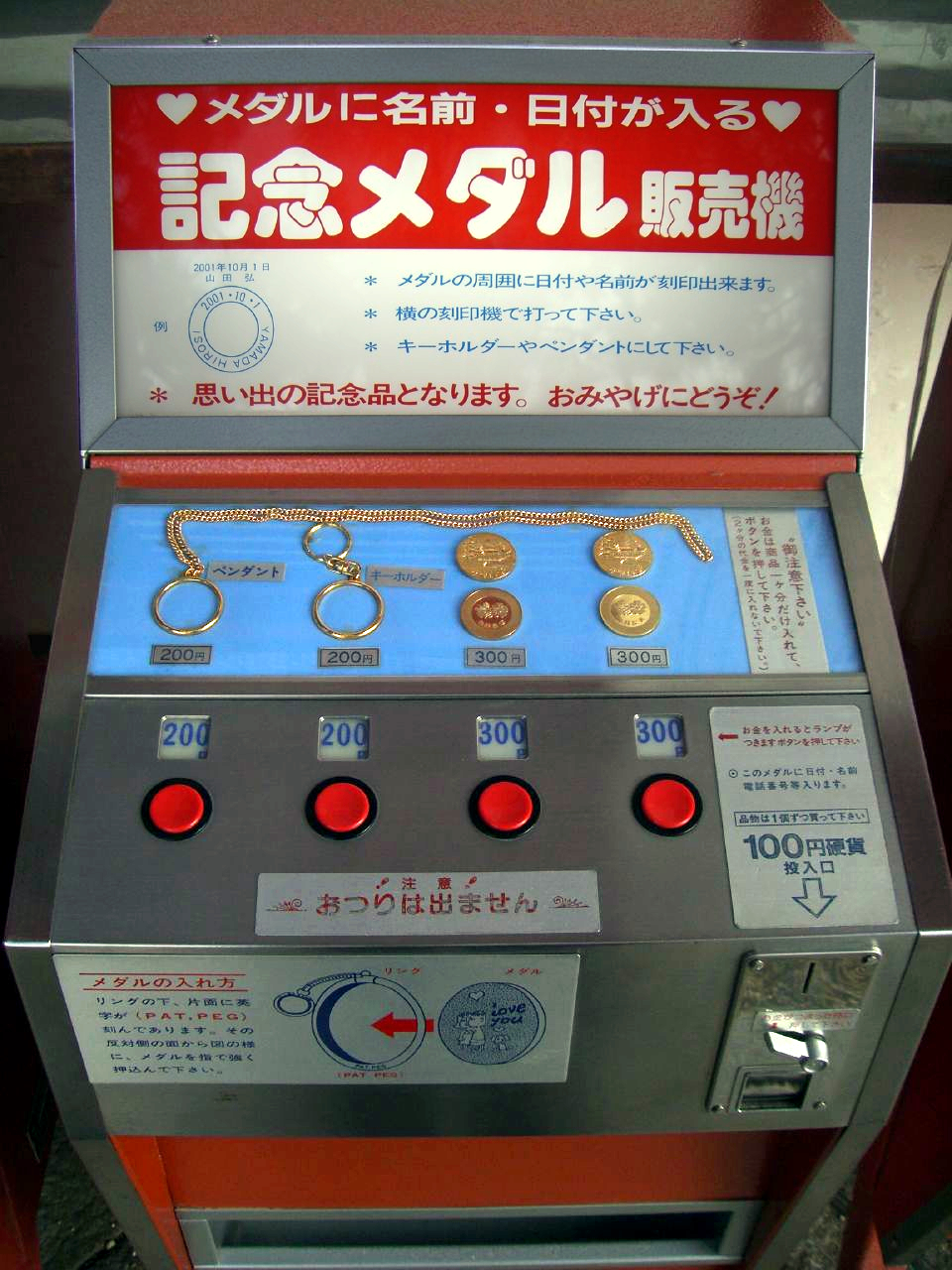
同、記念メダル自販機